# Zerecoré
Zerecoré (em francês: N'Zérékoré) é uma cidade guineana situada na região de Zerecoré. Em 2014, tinha 195 330 habitantes. Compreende uma área de 91,7 quilômetros quadrados.